# François Birotteau
Pour les articles homonymes, voir Birotteau.
François Birotteau, né en 1766, est un personnage de La Comédie humaine d'Honoré de Balzac. Il apparaît principalement dans Le Curé de Tours dont il est un des protagonistes les plus importants.

« Or, l’abbé Birotteau, dont la bonté allait jusqu’à la bêtise, dont l’instruction n’était en quelque sorte que plaquée à force de travail, qui n’avait aucune expérience du monde ni de ses mœurs, et qui vivait entre la messe et le confessionnal, grandement occupé de décider les cas de conscience les plus légers, en sa qualité de confesseur des pensionnats de la ville et de quelques belles âmes qui l’appréciaient, l’abbé Birotteau pouvait être considéré comme un grand enfant, à qui la majeure partie des pratiques sociales était complètement étrangère »

— Le Curé de Tours, Bibliothèque de la Pléiade, 1976, t. IV de La Comédie Humaine, p. 192.

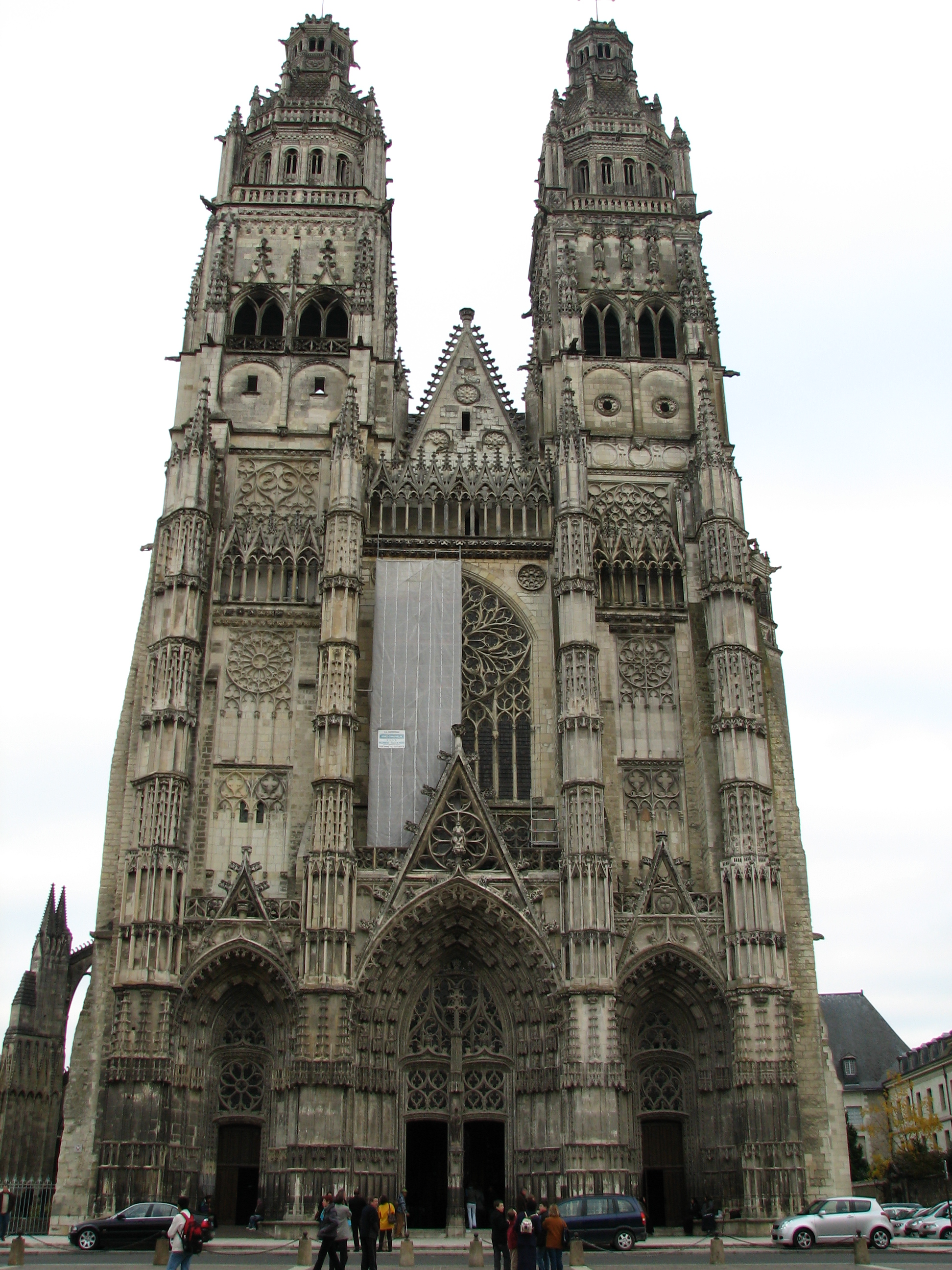
La cathédrale de Tours.

Éternelle victime, bon, doux, et même considéré comme « trop doux » (son manque de « force apostolique » lui est reproché dans Le Lys dans la vallée), il est en butte à la haine de l'abbé Troubert qui lorgne son logement confortable à Tours chez mademoiselle Gamard en 1826 (il a alors soixante ans).
Orphelin très tôt, il a été élevé avec les fils de la patronne de sa mère, placé au séminaire, et ordonné prêtre avant la Révolution.
Il échappe de peu à la guillotine en se cachant. Puis il devient prêtre réfractaire et à la reprise du culte, il est nommé vicaire de la cathédrale Saint-Gatien de Tours.
En août 1817, le directeur de conscience de madame de Mortsauf étant mort, c'est lui qui prend sa place. Il accueille Félix de Vandenesse lorsque celui-ci vient rendre une dernière visite à la comtesse mourante.
En 1819, son frère César Birotteau fait appel à lui pour le tirer d'embarras financiers. Le généreux François ne se fait pas prier pour adresser mille francs (toutes ses économies), au parfumeur dans la gêne.
En 1823, la mort de son grand ami, l'abbé Chappeloud, libère l'appartement qu'il occupait chez mademoiselle Gamard. L'abbé Birotteau peut également bénéficier de son immense bibliothèque, ce que l'abbé Troubert lui jalouse. Troubert le poursuit de sa haine et réussit à le faire expulser de Tours. L'abbé Birotteau, après mille supplices et vexations mesquines, se retrouve nommé à Saint-Symphorien, alors que Troubert, devenu « monseigneur », déménage pour Troyes.